# Tricoma corsicana
Tricoma corsicana is een rondwormensoort uit de familie van de Desmoscolecidae. De wetenschappelijke naam van de soort is voor het eerst geldig gepubliceerd in 1989 door Soetaert & Decraemer.